# Nicole Schmidhofer
Nicole Schmidhofer, née le 15 mars 1989 à Friesach (Autriche), est une skieuse alpine autrichienne. Ex-prodige en catégorie junior avec deux titres mondiaux en 2007 (super G et géant), elle tarde à confirmer adulte en raison des blessures. Elle remporte toutefois le titre de championne du monde de super G en 2017 à Saint-Moritz alors qu'elle ne compte alors que quatre podiums en Coupe du monde. Elle y devance Tina Weirather et Lara Gut. Elle succède au palmarès à Anna Fenninger. Nicole Schmidhofer remporte ses premières victoires en descente et Super G lors de la saison de Coupe du monde 2018-2019, et remporte son premier petit globe de cristal, celui de la descente, au terme de l'hiver. 

## Biographie
Schmidhofer commence à courir des courses FIS en 2005 et gagne sa première course en avril 2006 à Zell am See. En janvier 2007, elle démarre pour la première fois en Coupe d'Europe à Saint-Moritz, où elle prend notamment la sixième place sur une descente.
À la suite de ses titres de championne du monde junior de super G et de slalom géant, obtenus en Autriche, elle participe à sa première course de Coupe du monde de ski alpin le 15 mars 2007 à l'occasion d'un super G organisé à Lenzerheide et marque ses premiers points à cette occasion (14e). Elle enchaîne par une double victoire aux Championnats d'Autriche en super G et descente. En 2008, elle remporte une épreuve de Coupe d'Europe à Tarvisio (descente). Un an plus tard, elle est sélectionnée pour ses premiers championnats du monde à Val d'Isère, mais ne court aucune épreuve.
Elle est sélectionnée pour les Jeux olympiques d'hiver de 2010, où elle participe au super G sans en voir l'arrivée.
Le 20 janvier 2013, elle monte pour la première fois sur un podium de Coupe du monde en terminant deuxième du super G de Cortina d'Ampezzo. Le mois suivant, elle finit 11e du super G aux Championnats du monde à Schladming.
Deux ans plus tard, elle se classe quatrième de la descente aux Championnats du monde de Beaver Creek.
Aux Jeux olympiques d'hiver de 2018, elle est 12e de la descente et 8e du super G.
Les 30 novembre et 1er décembre 2018 à Lake Louise, Nicole Schmidofer remporte les deux descentes et ses premières victoires en Coupe du monde. Elle continue par la suite sur le même rythme, régulière dans le top 10, gagne également en super G (à Garmisch, le 26 janvier 2019) et s'adjuge en fin de saison le petit globe de cristal de la descente.
Lors de la saison 2019-2020, elle ramène une nouvelle victoire de Lake Louise en descente. Moins bien classée sur les autres descentes, son bilan est meilleur en super G, où elle occupe le troisième rang de la spécialité.
En décembre 2020, L'Autrichienne chute lourdement dans les filets de protection lors de la descente de Val d'Isère et se rompt le ligament croisé antérieur au genou gauche.

## Palmarès

### Jeux olympiques d'hiver
| Épreuve / Édition   | Descente | Super G | Slalom géant | Slalom | Combiné |
| JO 2010 Vancouver   | —        | Abandon | —            | —      | —       |
| JO 2018 Pyeongchang | 12e      | 18e     | —            | —      | —       |

### Championnats du monde
| Épreuve / Édition          | Descente | Super G | Slalom géant | Slalom | Combiné |
| Mondiaux 2013 Schladming   | —        | 11e     | —            | —      | —       |
| Mondiaux 2015 Beaver Creek | 4e       | —       | —            | —      | —       |
| Mondiaux 2017 Saint-Moritz | 16e      | Or      | —            | —      | —       |
| Mondiaux 2019 Åre          | 9e       | 11e     | —            | —      | —       |

### Coupe du monde
- Meilleur classement général : 5e en 2019.
- 1 petit globe de cristal (descente, 2019).
- 12 podiums, dont 4 victoires.

#### Détail des victoires
| Édition / Épreuve | Descente         | Super G                | Total |
| 2018-2019         | Lake Louise (x2) | Garmisch-Partenkirchen | 3     |
| 2019-2020         | Lake Louise      |                        | 1     |
| Total             | 3                | 1                      | 4     |

#### Classements en Coupe du monde
| Saison / Épreuve | Saison / Épreuve | Général | Général | Descente | Descente | Slalom géant | Slalom géant | Super G | Super G |
| ---------------- | ---------------- | ------- | ------- | -------- | -------- | ------------ | ------------ | ------- | ------- |
| Saison / Épreuve | Saison / Épreuve | Class.  | Points  | Class.   | Points   | Class.       | Points       | Class.  | Points  |
| 2007             | 2007             | 104e    | 018     | —        | —        | 057e         | 0            | 041e    | 018     |
| 2008             | 2008             | 124e    | 03      | 051e     | 03       | —            | —            | —       | —       |
| 2009             | 2009             | 070e    | 074     | 040e     | 017      | —            | —            | 026e    | 057     |
| 2010             | 2010             | 081e    | 052     | 049e     | 08       | —            | —            | 028e    | 044     |
| 2011             | 2011             | 091e    | 041     | 036e     | 022      | —            | —            | 038e    | 019     |
| 2012             | 2012             | 086e    | 032     | 035e     | 032      | —            | —            | —       | —       |
| 2013             | 2013             | 045e    | 172     | 036e     | 023      | —            | —            | 08e     | 149     |
| 2014             | 2014             | 020e    | 320     | 011e     | 198      | —            | —            | 012e    | 122     |
| 2015             | 2015             | 030e    | 251     | 020e     | 120      | —            | —            | 012e    | 131     |
| 2016             | 2016             | 049e    | 181     | 021e     | 113      | —            | —            | 023e    | 068     |
| 2017             | 2017             | 015e    | 448     | 08e      | 208      | —            | —            | 07e     | 240     |
| 2018             | 2018             | 017e    | 458     | 09e      | 196      | —            | —            | 07e     | 262     |
| 2019             | 2019             | 05e     | 771     | 01re     | 468      | —            | —            | 02e     | 303     |
| 2020             | 2020             | 013e    | 445     | 09e      | 228      | —            | —            | 03e     | 317     |
| 2021             | 2021             | 0e      |         | 0e       |          | —            | —            | 0e      |         |

### Championnats du monde junior
| Épreuve / Édition | Altenmarkt-Zauchensee/Flachau 2007 | Formigal 2008 | Garmisch-Partenkirchen 2009 |
| Descente          | Bronze                             | Abandon       | Bronze                      |
| Super G           | Or                                 | 9e            | 9e                          |
| Slalom géant      | Or                                 | 11e           | —                           |
| Slalom            | 29e                                | —             | —                           |
| Super-combiné     | —                                  | —             | —                           |

### Coupe d'Europe
- 3e du classement de la descente en 2008.
- 4 podiums, dont 1 victoire.

### Championnats d'Autriche
- Championne du super G en 2007 et 2009.
- Championne de la descente en 2007.